# Première Compagnie
 (juin 2022).
Si vous disposez d'ouvrages ou d'articles de référence ou si vous connaissez des sites web de qualité traitant du thème abordé ici, merci de compléter l'article en donnant les références utiles à sa vérifiabilité et en les liant à la section « Notes et références ».
 (juin 2022).
- Si vous ne connaissez pas le sujet, laissez ce bandeau (vous pouvez alors contacter les auteurs).
- Si vous supprimez le contenu mis en cause (vous pouvez préalablement contacter les auteurs),

argumentez précisément cette suppression dans la page de discussion
(un manque de référence n'est pas un argument ; une recherche réelle de référence doit avoir été effectuée, être formellement documentée).
Première Compagnie est une émission de télévision française de téléréalité présentée par Laurence Boccolini (émission hebdomadaire) et Bruno Roblès (quotidiennes) et diffusée sur TF1 du 4 février au 25 mars 2005. L'émission était produite par Endemol.

## Principe
Douze célébrités doivent passer pour la bonne cause — ils défendent une association de leur choix — au mieux sept semaines dans un camp militaire, monté de toutes pièces en Guyane. Au programme, pour ce qui se veut une adaptation ludique et humoristique de Boot Camp, le parcours du combattant, le réveil avant l'aube ainsi que les ordres stricts des sergents instructeurs.
Comme dans La Ferme Célébrités, chaque candidat va défendre les couleurs d'une association de son choix en tentant de rester le plus longtemps possible, 
Le gagnant est celui qui aura le mieux supporté la vie militaire, du moins si le public, qui vote, le veut bien. Il remporte alors 100 000 euros pour son association.

## Diffusion
L'émission était diffusée chaque soir en quotidienne depuis la Guyane à Sinnamary, et chaque vendredi soir en première partie de soirée depuis Paris.

## Déroulement de la saison
Elle a été remportée par Nathalie Simon.

### Candidats
| Nom                  | Âge    | Principales caractéristiques                     | Association défendue                              | Période                     | Statut    |
| -------------------- | ------ | ------------------------------------------------ | ------------------------------------------------- | --------------------------- | --------- |
| Nathalie Simon       | 40 ans | sportive, animatrice de télévision               | Association « Nævus 2000 France-Europe »          | 5 février — 25 mars 2005    | vainqueur |
| Jean Roucas          | 53 ans | humoriste                                        | Secours populaire                                 | 5 février — 25 mars 2005    | deuxième  |
| Hélène Rollès        | 38 ans | actrice, chanteuse                               | Association « La chaîne de l’espoir »             | 5 février — 24 mars 2005    | éliminée  |
| Vincent Moscato      | 39 ans | ancien rugbyman                                  | Association « Rugby Espoir Solidarité »           | 5 février — 23 mars 2005    | éliminé   |
| Pascal Gentil        | 31 ans | sportif (taekwondo)                              | Association « Planète Urgences »                  | 5 février — 22 mars 2005    | éliminé   |
| Thallia              | 26 ans | animatrice de télévision, mannequin érotique     | Institut pour la recherche sur la moelle épinière | 5 février — 18 mars 2005    | éliminée  |
| Jean-Pierre Castaldi | 60 ans | acteur                                           | Association Athina Ichtyose Monaco                | 5 février — 17 mars 2005    | abandon   |
| Sylvain Mirouf       | 34 ans | magicien                                         | Association « Soleil d’enfance »                  | 5 février — 11 mars 2005    | éliminé   |
| Douchka Esposito     | 42 ans | chanteuse, ancienne ambassadrice de Disney       | La fédération des maladies orphelines             | 5 février — 5 mars 2005     | éliminée  |
| Marlène Mourreau     | 35 ans | playmate, présentatrice de télévision en Espagne | Association des « Enfants afghans »               | 5 février — 25 février 2005 | éliminée  |
| Frank Delay          | 31 ans | ancien membre des 2Be3                           | Association « Orphelins sida international »      | 5 février — 18 février 2005 | éliminé   |
| Lætitia Bléger       | 23 ans | Miss France 2004                                 | Association « Rêves »                             | 5 février — 11 février 2005 | éliminée  |

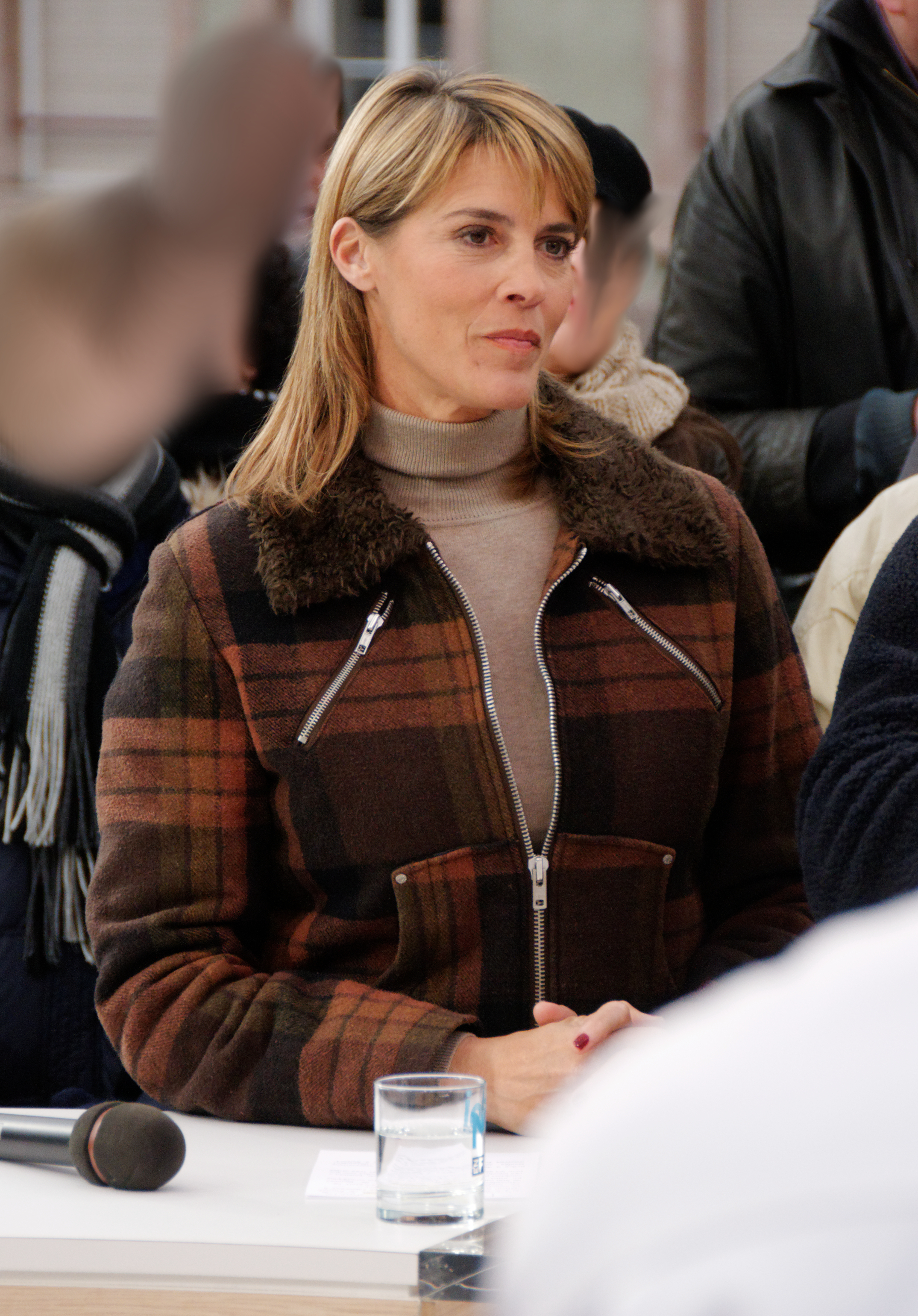
Nathalie Simon
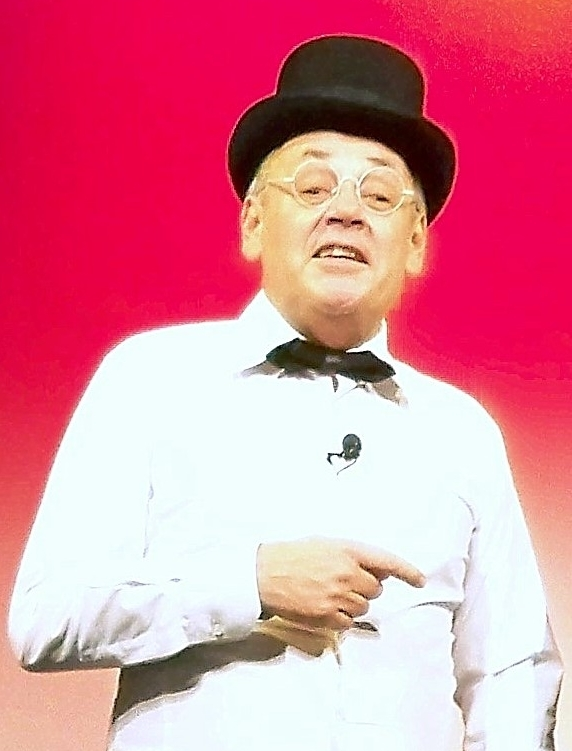
Jean Roucas
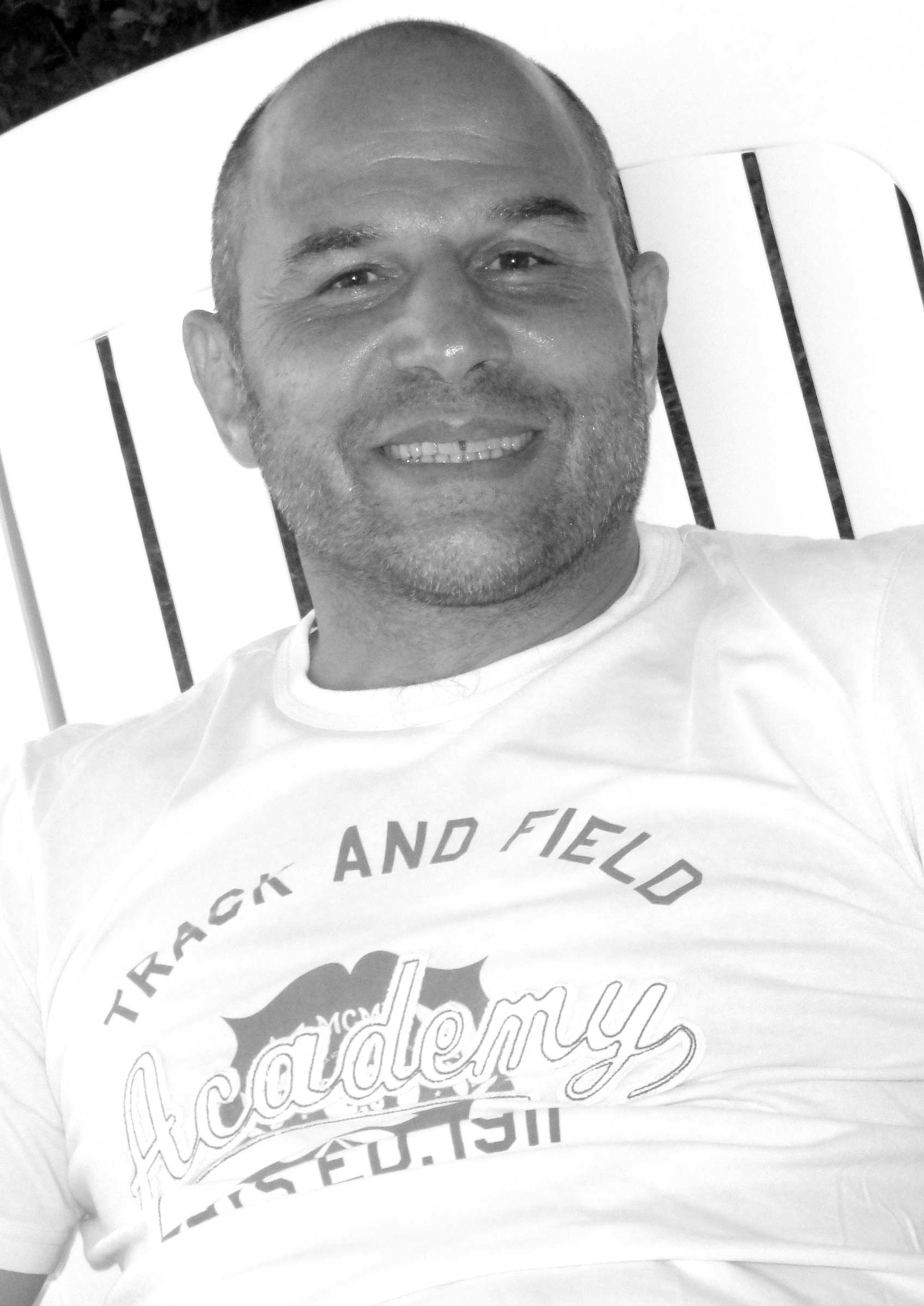
Vincent Moscato
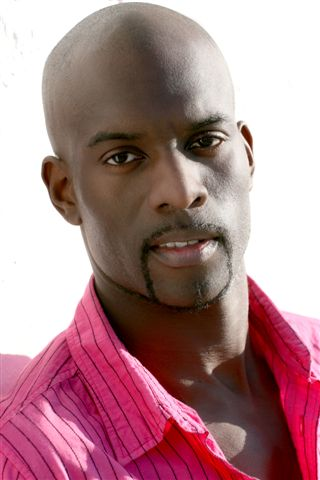
Pascal Gentil

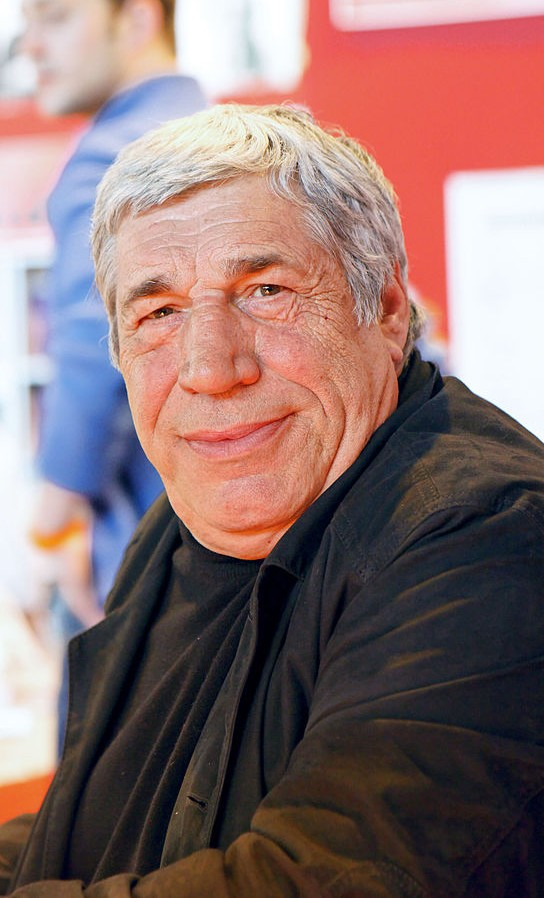
Jean-Pierre Castaldi
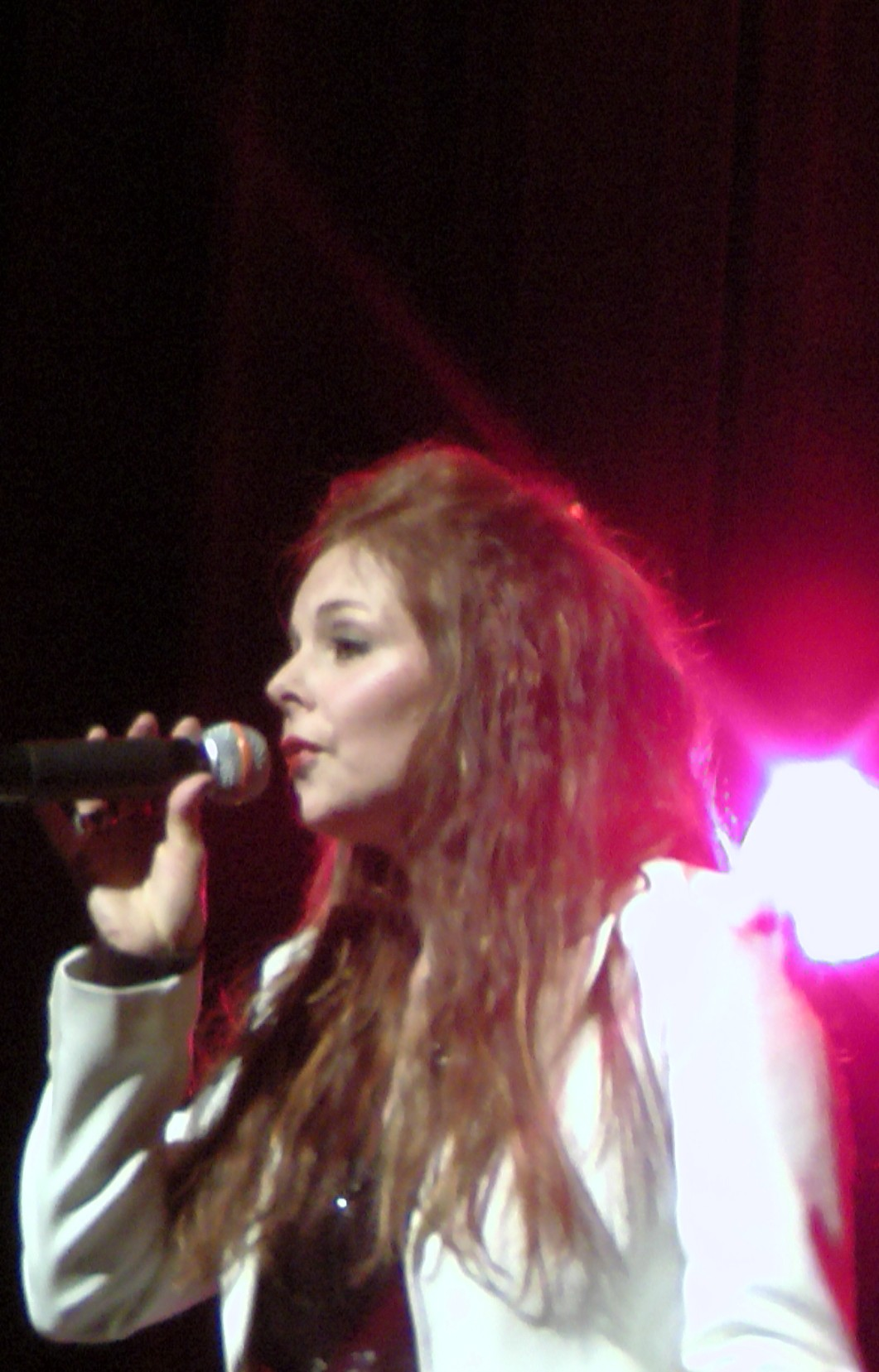
Douchka Esposito
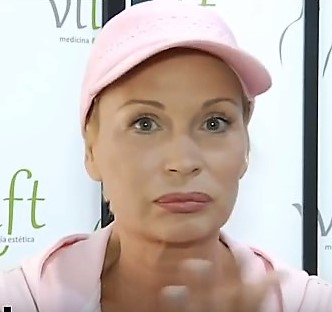
Marlène Mourreau
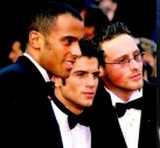
Frank Delay